# 全国盲学校野球大会
全国盲学校野球大会（ぜんこく・もうがっこう・やきゅうたいかい）とは、視覚障害者を対象にした盲学校のグランドソフトボールの大会である。1951年にスタートしたが、1956年から隔年開催。1966年大会で中断。1997年に復活。しかし資金不足などから2016年大会で終了。2017年からは全国盲学校フロアバレーボール大会として開催されている。

## 大会
大会は全国盲学校体育連盟主催、点字毎日後援で行われ、毎年各都道府県の持ち回りで開催される。2008年からNHKラジオ第2放送で決勝戦を録音中継している（放送時間帯は通常番組終了後～概ね翌日の2時前後。ラジオ第2放送では毎年放送される唯一のスポーツ中継である）。

## 歴代優勝チーム
- 1951年：大阪府
- 1952年：兵庫
- 1953年：奈良
- 1954年：神戸市
- 1955年：名古屋
- 1956年：名古屋
- 1958年：徳島
- 1960年：和歌山
- 1962年：名古屋
- 1964年：香川
- 1966年：徳島
- 1997年：北信越選抜
- 1998年：北信越選抜
- 1999年：北信越選抜
- 2000年：北九州
- 2001年：香川
- 2002年：北信越選抜
- 2003年：大阪府
- 2004年：福岡高
- 2005年：大阪府
- 2006年：関東選抜
- 2007年：北信越選抜
- 2008年：熊本
- 2009年：北海道高・浜松（両校優勝）
- 2010年：筑波大学附属
- 2011年：香川・徳島連合
- 2012年：筑波大学附属・大阪府立視覚支援（両校優勝）
- 2013年：荒天のため大会打ち切り、優勝預かり
- 2014年：筑波大学附属
- 2015年：東海選抜
- 2016年：東海選抜